# Liste der Länderspiele der Fußballnationalmannschaft der Nördlichen Marianen

Logo der Northern Mariana Islands Football Association (NMIFA)

Diese Liste enthält alle offiziellen und inoffiziellen Länderspiele der Fußballnationalmannschaft der Nördlichen Marianen der Männer. Trainings- und Freundschaftsspiele gegen Vereinsmannschaften sowie gegen Junioren-Auswahlmannschaften werden nicht berücksichtigt. Der marianische Fußballverband NMIFA wurde 2005 gegründet, wobei ab 1983 schon eine Vorgängerorganisation existierte. Das erste Länderspiel fand am 30. Juli 1998 gegen Guam statt.

## Legende
Dieser Abschnitt dient als Legende für die nachfolgenden Tabellen. Sämtliche Ergebnisse sind aus der Sicht der Nördlichen Marianen aufgeführt. 
- H / A / * = Heimspiel, Auswärtsspiel oder Spiel auf neutralem Platz
- n. V. = nach Verlängerung / i. E. = im Elfmeterschießen
- Unter Anlass werden Freundschaftsspiele nicht extra gekennzeichnet; es finden sich hingegen folgende Abkürzungen:
  - AM = Asienmeisterschaft und OAM = Ostasienmeisterschaft / MS = Mikronesienspiele und PS = Pazifikspiele
- grüne Hintergrundfarbe = Sieg der bhutanischen Mannschaft
- gelbe Hintergrundfarbe = Unentschieden
- rote Hintergrundfarbe = Niederlage der bhutanischen Mannschaft

## 1998 bis 2009
| Nr. | Datum      | Ergebnis | Gegner      |   | Austragungsort | Anlass                 | Bemerkungen |
| --- | ---------- | -------- | ----------- | - | -------------- | ---------------------- | --- |
| 1.  | 30.07.1998 | 1:2      | Guam        | * | Koror (PLW)    | MS-Gruppenspiel 1998   | Erstes Spiel und erstes Spiel gegen Guam Erstes Spiel in Palau und auf neutralem Platz Erste Niederlage                     |
| 2.  | 31.07.1998 | 12:1     | Palau       | A | Koror (PLW)    | MS-Gruppenspiel 1998   | Erstes Spiel gegen Palau und erstes Auswärtsspiel Erster Sieg und erster Auswärtssieg Höchster Sieg der Nördlichen Marianen |
| 3.  | 03.08.1998 | 3:0      | Guam        | * | Koror (PLW)    | MS-Finale 1998         | |
| 4.  | 12.07.1999 | 0:7      | Mikronesien | A | Colonia (FSM)  |                        | Erstes Spiel gegen Mikronesien und in Mikronesien Erste Auswärtsniederlage                                                  |
| 5.  | 25.03.2007 | 2:3      | Guam        | H | Saipan         | OAM-Qualifikation 2008 | Erstes Heimspiel und erste Heimniederlage                                                                                   |
| 6.  | 01.04.2007 | 0:9      | Guam        | A | Hagåtña (GUM)  | OAM-Qualifikation 2008 | Erstes Spiel auf Guam |
| 7.  | 27.04.2008 | 2:3      | Guam        | H | Saipan         |                        | |
| 8.  | 11.03.2009 | 1:6      | Macau       | * | Yona (GUM)     | OAM-Qualifikation 2010 | Erstes Spiel gegen Macau |
| 9.  | 13.03.2009 | 1:2      | Guam        | A | Yona (GUM)     | OAM-Qualifikation 2010 | |
| 10. | 15.03.2009 | 1:4      | Mongolei    | * | Yona (GUM)     | OAM-Qualifikation 2010 | Erstes Spiel gegen die Mongolei                                                                                             |

## 2010 bis 2019
| Nr. | Datum      | Ergebnis | Gegner         |   | Austragungsort    | Anlass                           | Bemerkungen                                                 |
| --- | ---------- | -------- | -------------- | - | ----------------- | -------------------------------- | ----------------------------------------------------------- |
| 11. | 19.06.2010 | 1:1      | Guam           | H | Saipan            |                                  | Erstes Unentschieden und erstes Heimunentschieden           |
| 12. | 18.07.2012 | 1:3      | Guam           | A | Yona (GUM)        | OAM-Qualifikation 2013           |                                                             |
| 13. | 20.07.2012 | 1:5      | Macau          | * | Yona (GUM)        | OAM-Qualifikation 2013           |                                                             |
| 14. | 24.11.2012 | 0:8      | Guam           | A | Yona (GUM)        |                                  |                                                             |
| 15. | 02.03.2013 | 0:6      | Nepal          | A | Kathmandu (NPL)   | Challenge-Cup-Qualifikation 2014 | Erstes Spiel gegen Nepal Erstes Spiel in Asien und in Nepal |
| 16. | 04.03.2013 | 0:9      | Palästina      | * | Kathmandu (NPL)   | Challenge-Cup-Qualifikation 2014 | Erstes Spiel gegen Palästina                                |
| 17. | 06.03.2013 | 0:4      | Bangladesch    | * | Kathmandu (NPL)   | Challenge-Cup-Qualifikation 2014 | Erstes Spiel gegen Bangladesch                              |
| 18. | 21.07.2014 | 0:4      | Mongolei       | * | Dededo (GUM)      | OAM-Qualifikation 2015           |                                                             |
| 19. | 23.07.2014 | 2:1      | Macau          | * | Dededo (GUM)      | OAM-Qualifikation 2015           |                                                             |
| 20. | 25.07.2014 | 0:5      | Guam           | A | Dededo (GUM)      | OAM-Qualifikation 2015           |                                                             |
| 21. | 30.06.2016 | 1:8      | Chinese Taipei | * | Dededo (GUM)      | OAM-Qualifikation 2017           | Erstes Spiel gegen Chinese Taipei                           |
| 22. | 02.07.2016 | 1:3      | Macau          | * | Dededo (GUM)      | OAM-Qualifikation 2017           |                                                             |
| 23. | 04.07.2016 | 0:8      | Mongolei       | * | Dededo (GUM)      | OAM-Qualifikation 2017           |                                                             |
| 24. | 02.09.2018 | 0:4      | Guam           | * | Ulaanbaatar (MNG) | OAM-Qualifikation 2019           | Erstes Spiel in der Mongolei                                |
| 25. | 04.09.2018 | 0:9      | Mongolei       | A | Ulaanbaatar (MNG) | OAM-Qualifikation 2019           |                                                             |
| 26. | 06.09.2018 | 1:1      | Macau          | * | Ulaanbaatar (MNG) | OAM-Qualifikation 2019           |                                                             |

## 2020 bis 2029
| Nr. | Datum      | Ergebnis | Gegner             |   | Austragungsort | Anlass                   | Bemerkungen |
| --- | ---------- | -------- | ------------------ | - | -------------- | ------------------------ | --- |
| 27. | 19.02.2022 | 0:2      | Guam               | A | Dededo (GUM)   |                          | |
| 28. | 22.02.2022 | 2:3      | Guam               | A | Dededo (GUM)   |                          | |
| 29. | 18.11.2023 | 0:10     | Fidschi            | * | Honiara (SLB)  | PS-Gruppenspiel 2023     | Erstes Spiel gegen Fidschi und eine OFC-Mannschaft Erstes Spiel auf den Salomonen Höchste Niederlage der Nördlichen Marianen |
| 30. | 24.11.2023 | 0:5      | Tahiti             | * | Honiara (SLB)  | PS-Gruppenspiel 2023     | Erstes Spiel gegen Tahiti |
| 31. | 27.11.2023 | 4:0      | Amerikanisch-Samoa | * | Honiara (SLB)  | PS-Trostrunde 2023       | Erstes Spiel gegen Amerikanisch-Samoa                                                                                        |
| 32. | 30.11.2023 | 1:4      | Tuvalu             | * | Honiara (SLB)  | PS-Spiel um Platz 9 2023 | Erstes Spiel gegen Tuvalu |
| 33. | 06.04.2023 | 2:2      | Guam               | H | Koblerville    |                          | |
| 34. | 07.04.2023 | 2:1      | Guam               | H | Koblerville    |                          | |

## Statistik

### Gegner nach Kontinentalverbänden
| Kontinentalverband                          | Sp.  | S    | U    | N    | Tor- verhältnis | Tor- differenz |
| ------------------------------------------- | ---- | ---- | ---- | ---- | --------------- | -------------- |
| AFC (Asien)                                 | 0028 | 0003 | 0003 | 0022 | 0025:0116       | −091           |
| CAF (Afrika)                                | 0000 | 0000 | 0000 | 0000 | 0000:0000       | ±000           |
| CONCACAF (Nord-, Mittelamerika und Karibik) | 0000 | 0000 | 0000 | 0000 | 0000:0000       | ±000           |
| CONMEBOL (Südamerika)                       | 0000 | 0000 | 0000 | 0000 | 0000:0000       | ±000           |
| OFC (Ozeanien)                              | 0004 | 0001 | 0000 | 0003 | 0005:0019       | −014           |
| UEFA (Europa)                               | 0000 | 0000 | 0000 | 0000 | 0000:0000       | ±000           |
| Keiner                                      | 0002 | 0001 | 0000 | 0001 | 0012:0008       | +004           |
| Gesamt                                      | 0034 | 0005 | 0003 | 0026 | 0042:0143       | −101           |

### Anlässe
| Anlass              | Sp.   | S    | U    | N    | Tor- verhältnis | Tor- differenz |
| ------------------- | ----- | ---- | ---- | ---- | --------------- | -------------- |
| Freundschaftsspiele | 0008  | 0001 | 0002 | 0005 | 0009:0027       | −018           |
| AM-Qualifikation    | 0003  | 0000 | 0000 | 0003 | 0000:0019       | −019           |
| OAM-Qualifikation   | 00016 | 0001 | 0001 | 0014 | 0012:0075       | −063           |
| Sonstige Turniere   | 0007  | 0003 | 0000 | 0004 | 00021:00022     | −001           |
| Gesamt              | 0034  | 0005 | 0003 | 0026 | 0042:0143       | −101           |

### Spielorte
| Spielort                   | Sp.  | S    | U    | N    | Tor- verhältnis | Tor- differenz |
| -------------------------- | ---- | ---- | ---- | ---- | --------------- | -------------- |
| Heimspiele                 | 0005 | 0001 | 0002 | 0002 | 0009:0010       | −001           |
| Auswärtsspiele             | 0011 | 0001 | 0000 | 0010 | 0016:055        | −039           |
| Spiele auf neutralem Platz | 0018 | 0003 | 0001 | 0014 | 0017:0078       | −061           |
| Gesamt                     | 0034 | 0005 | 0003 | 0026 | 0042:0143       | −101           |

### Austragungsorte von Heimspielen
| Stadt       | Sp.  | S    | U    | N    | Tor- verhältnis | Tor- differenz | Erstes Spiel  | Letztes Spiel |
| ----------- | ---- | ---- | ---- | ---- | --------------- | -------------- | ------------- | ------------- |
| Saipan      | 0003 | 0000 | 0001 | 0002 | 0005:0007       | −002           | 25. Mär. 2007 | 19. Juni 2010 |
| Koblerville | 0002 | 0001 | 0001 | 0000 | 0004:0003       | +001           | 06. Apr. 2024 | 07. Apr. 2024 |
| Gesamt      | 0005 | 0001 | 0002 | 0002 | 0009:0010       | −001           | 25. Mär. 2007 | 07. Apr. 2024 |

### Bilanzen
Die Nationalmannschaft der Nördlichen Marianen trat bis heute gegen 13 andere Nationalmannschaften aus zwei Kontinentalverbänden an. Darunter befinden sich:
- 7 der derzeit abzüglich der Nördlichen Marianen 46 Nationalmannschaften der AFC
- 4 der derzeit 13 Nationalmannschaften der OFC
- 2 Nationalmannschaften, die derzeit keinem der sechs Kontinentalverbände angehören

Gegen eine Nationalmannschaft aus den Kontinentalverbänden CAF, CONCACAF, CONMEBOL und UEFA haben die Nördlichen Marianen bisher nicht gespielt.
| Land               | Verband | Sp.  | S    | U    | N    | Tor- verhältnis | Tor- differenz | Erstes Spiel  | Letztes Spiel |
| ------------------ | ------- | ---- | ---- | ---- | ---- | --------------- | -------------- | ------------- | ------------- |
| Amerikanisch-Samoa | OFC     | 0001 | 0001 | 0000 | 0000 | 0004:0000       | +004           | 27. Nov. 2023 | 27. Nov. 2023 |
| Bangladesch        | AFC     | 0001 | 0000 | 0000 | 0001 | 0000:0004       | −004           | 06. Mär. 2013 | 06. Mär. 2013 |
| Chinesisch Taipeh  | AFC     | 0001 | 0000 | 0000 | 0001 | 0001:0008       | −007           | 30. Juni 2016 | 30. Juni 2016 |
| Fidschi            | OFC     | 0001 | 0000 | 0000 | 0001 | 0000:0010       | −010           | 18. Nov. 2023 | 18. Nov. 2023 |
| Guam               | AFC     | 0015 | 0002 | 0002 | 0011 | 0017:0048       | −031           | 30. Juli 1998 | 07. Apr. 2024 |
| Macau              | AFC     | 0005 | 0001 | 0001 | 0003 | 0006:0016       | −010           | 11. Mär. 2009 | 06. Sep. 2018 |
| Mikronesien        | Keiner  | 0001 | 0000 | 0000 | 0001 | 0000:0007       | −007           | 12. Juli 1999 | 12. Juli 1999 |
| Mongolei           | AFC     | 0004 | 0000 | 0000 | 0004 | 0001:0025       | −024           | 15. Mär. 2009 | 04. Sep. 2018 |
| Nepal              | AFC     | 0001 | 0000 | 0000 | 0001 | 0000:0006       | −006           | 02. Mär. 2013 | 02. Mär. 2013 |
| Palästina          | AFC     | 0001 | 0000 | 0000 | 0001 | 0000:0009       | −009           | 04. Mär. 2013 | 04. Mär. 2013 |
| Palau              | Keiner  | 0001 | 0001 | 0000 | 0000 | 0012:0001       | +011           | 31. Juli 1998 | 31. Juli 1998 |
| Tahiti             | OFC     | 0001 | 0000 | 0000 | 0001 | 0000:0005       | −005           | 24. Nov. 2023 | 24. Nov. 2023 |
| Tuvalu             | OFC     | 0001 | 0000 | 0000 | 0001 | 0001:0004       | −004           | 30. Nov. 2023 | 30. Nov. 2023 |
| Gesamt             | Gesamt  | 0034 | 0005 | 0003 | 0026 | 0042:0143       | −101           | 30. Juli 1998 | 07. Apr. 2024 |